# نمای بحرانی
نماهای بحرانی (به انگلیسی: critical exponent) رفتار کمیت‌های فیزیکی در نزدیکی نقطه  گذار فاز سیستم (نقطه بحرانی) را توصیف می‌کنند. این نماها دارای جهانشمولی هستند، به این معنی که بین دسته وسیعی از سیستم‌ها که ممکن است اصلاً به هم شبیه نباشند، مشترکند و به جزئیات سیستم فیزیکی بستگی ندارند بلکه به ویژگی‌های زیر مرتبط است:
- بُعد سیستم
- محدوده یا بُرد برهمکنش بین اجزا
- بُعد اسپین

این ویژگی‌های نماهای بحرانی توسط آزمایش‌های گوناگون هم تأیید شده‌اند. این داده‌های تجربی با نتایج تئوری از نظریه میدان متوسط(برای ابعاد بالاتر از d=۴) همخوانی دارند. به دست آوردن این نماها به صورت تئوری در ابعاد پایین‌تر کار دشواری است و با کمک گروه‌های باز بهنجارش امکان‌پذیر می‌شود.

## تعریف
گذار فاز سیستم در دمای مشخصی که دمای بحرانی سیستم Tc می‌باشد، اتفاق می‌افتد. در نزدیکی این نقطه بحرانی ناحیهٔ کوچکی وجود دارد که آن را ناحیه بحرانی می‌نامیم و در این ناحیه است که همه رفتارهای جالب (از قبیل عمومیت و تقارن مقیاس) مشاهده می‌شوند. در این ناحیه یک دمای کاهش یافته تعریف می‌کنیم که در واقع میزان نزدیکی به نقطه بحرانی را بیان می‌کند:
{\displaystyle \tau :={\frac {T-T_{c}}{T_{c}}}}
که در نقطه گذار فاز برابر با صفر است. می‌خواهیم رفتار کمیت فیزیکی {\displaystyle {\mathit {f}}} را در اطراف نقطه بحرانی بر حسب سری توانی از {\displaystyle {\mathit {k}}} که نمای بحرانی است بدست بیاوریم. آزمایش‌ها نشان می‌دهند که این رفتار به صورت زیر است:
{\displaystyle f(\tau )\propto \tau ^{k},\tau \approx 0}
باید این نکته را خاطر نشان کنیم که در {\displaystyle \tau \to 0} رفتار تقارنی {\displaystyle f(\tau )} به هم می‌خورد.

## مهم‌ترین نماهای بحرانی
پارامتر نظم کمیتی است که بیان می‌کند ما در فاز بی نظم هستیم یا در فاز منظم و رفتار سیستم در بالا و پایین دمای بحرانی را مشخص می‌کند. ما فازهای منظم({\displaystyle \tau <0})، فاز نامنظم({\displaystyle \tau >0}) و دمای بحرانی({\displaystyle \tau =0}) را جدا از هم بررسی می‌کنیم و نماهای فاز منظم را با پریم مشخص می‌کنیم. این کار به این دلیل است که در محدودهٔ فاز منظم شکست خود به خودی تقارن داریم.
| {\displaystyle \tau }              | {\displaystyle {\frac {T-T_{c}}{T_{c}}}}                                                  |
| {\displaystyle {\mathit {f}}}      | انرژی آزاد                                                                                |
| {\displaystyle {\mathit {C}}}      | گرمای ویژه{\displaystyle -T{\frac {\partial ^{2}f}{\partial T^{2}}}}                      |
| {\displaystyle {\mathit {M}}}      | پارامتر نظم (در سیستم‌های فرومغناطیس مغناطش می‌باشد {\displaystyle {\mathit {M}}(\tau ,h)}) |
| {\displaystyle {\mathit {h}}}      | میدان خارجی                                                                               |
| {\displaystyle \chi }              | پذیرفتاری{\displaystyle {\frac {\partial M}{\partial h}}}                                 |
| {\displaystyle \xi }               | طول همبستگی                                                                               |
| {\displaystyle {\mathit {d}}}      | تعداد ابعاد فضا                                                                           |
| {\displaystyle {\mathit {r}}}      | فاصله فضایی                                                                               |
| {\displaystyle <\psi (x)\psi (y)>} | تابع همبستگی.                                                                             |

در دمای زیر دمای بحرانی در شرایط {\displaystyle {\mathit {h}}=0} روابط زیر را داریم:
{\displaystyle M(\tau )\propto \tau ^{\beta }}

{\displaystyle C(\tau )\propto \tau ^{\alpha '}}

{\displaystyle \chi \propto \tau ^{\gamma '}}

{\displaystyle \xi \propto \tau ^{\nu '}}
در بالای دمای بحرانی مغناطش خود به خودی نداریم و {\displaystyle {\mathit {M}}=0} و روابط زیر را داریم:

{\displaystyle C(\tau )\propto \tau ^{\alpha }}

{\displaystyle \chi \propto \tau ^{\gamma }}

{\displaystyle \xi \propto \tau ^{\nu }}
در دمای بحرانی یعنی اگر قرار دهیم  {\displaystyle \tau =0} و {\displaystyle {\mathit {h}}\neq 0}  هم رابطه دیگری داریم:

{\displaystyle M(\tau =0,h)\propto h^{\frac {1}{\delta }}}
و برای تابع همبستگی هم داریم:

{\displaystyle <M(0)M(r)>\propto r^{-d+2-\eta }}
در این روابط {\displaystyle \alpha ,\gamma ,\nu ,\beta ,\delta ,\alpha ',\gamma ',\nu ',\eta } نماهای بحرانی هستند.
این روابط دقیق هستند و با داده‌های آزمایشگاهی همخوانی دارند.

## نماهای بحرانی نظریه میدان متوسط برای کلاس عمومیت آیزینگ
از نظریهٔ کلاسیک میدان متوسط مقادیر نماهای بحرانی برای میدان‌های اسکالر (که مدل آیزینگ اصلی‌ترین نماینده این دسته است) به شکل زیر بدست آمده‌است:
{\displaystyle \alpha =\alpha '=0,\beta ={\frac {1}{2}},\gamma =\gamma '=1,\delta =3}
اگر عبارت‌های مشتقی را هم اضافه کنیم به نظریه میدان متوسط لانداو-گینزبرگ می‌رسیم و از آنجا خواهیم داشت:
{\displaystyle \eta =0,\nu ={\frac {1}{2}}}
یکی از اساسی‌ترین یافته‌ها در مطالعه پدیده‌های بحرانی این است که نقاط بحرانی ای که در نظریه میدان متوسط به دست می‌آوریم برای فضای با ابعاد ۴ به بالا همخوانی دارد، که این بُعد بُعد بحرانی بالا نام گذاری شده‌است. مشکل نظریه میدان متوسط این است که در آن نماهای بحرانی به بعد فضا بستگی ندارند و این با چیزی که عملاً دیده شده مغایر است. این منجر به اختلاف در مقادیر نماهای بحرانی در ۲ و ۳ بعد با مقادیر این نماها در میدان متوسط شده‌است. همچنین نظریه میدان متوسط برای فضای یک بعدی گذار فاز پیش بینی می‌کند در حالیکه ما در یک بعد گذار فاز نداریم.

## روابط مقیاسی
برای مدت طولانی ای باور بر این بود که نماهای بحرانی در بالا و پایین نقطه گذار یکسان هستند اما امروزه نشان داده شده که این حرف لزوماً درست نیست. هنگامی که یک تقارن پیوسته به دو بخش متقارن گسسته شکسته می‌شود نماهای {\displaystyle \gamma } و {\displaystyle \gamma '} یکسان نیستند.
نماهای بحرانی از روابط مقاسی ویدام به شکل زیر پیروی می‌کنند:
{\displaystyle \nu d=2-\alpha =2\beta +\gamma =\beta (\delta +1)=\gamma {\frac {\delta +1}{\delta -1}}}
{\displaystyle 2-\eta ={\frac {\gamma }{\nu }}=d{\frac {\delta -1}{\delta +1}}}
این معادلات نشان می‌دهند که تنها دو نمای بحرانی مستقل داریم : {\displaystyle \nu } و{\displaystyle \eta } . تمام این‌ها به دنبال نظریه گروه‌های بازبهنجارش می‌آیند.

## نظریه تراوش
گذار فاز و نماهای بحرانی در نظریه تراوش (به انگلیسی: percolation theory) هم دیده می‌شوند که در آن خانه‌های اشغال شده نقش دما را بازی می‌کنند.